# Dieter Großmann (Fußballspieler, 1929)
Dieter Großmann (* 19. Juni 1929) ist ein ehemaliger deutscher Fußballtorwart. 

## Karriere
Dieter Großmann kam über die Jugend und die Reservemannschaft der Stuttgarter Kickers zur ersten Mannschaft. Für diese absolvierte er 9 Spiele in der Oberliga Süd. Er kam bei der ersten Mannschaft der Stuttgarter Kickers ausschließlich als Feldspieler in der Verteidigung zum Einsatz, obwohl er eigentlich Torwart war. Anschließend wanderte er in die Vereinigten Staaten aus, wo er in der German-American Soccer League für den DSC Brooklyn aktiv war. Später kehrte er nach Deutschland zurück.